# Ямники
Ямники (пол. Jamniki) — село в Польщі, у гміні Уршулін Володавського повіту Люблінського воєводства.
Населення — 63 особи (2011).
У 1975-1998 роках село належало до Холмського воєводства.

## Демографія
Демографічна структура станом на 31 березня 2011 року:
|          | Загалом | Допрацездатний вік | Працездатний вік | Постпрацездатний вік |
| -------- | ------- | ------------------ | ---------------- | -------------------- |
| Чоловіки | 38      | 12                 | 22               | 4                    |
| Жінки    | 25      | 4                  | 16               | 5                    |
| Разом    | 63      | 16                 | 38               | 9                    |